# Сибирский научно-исследовательский институт кормов
Сибирский научно-исследовательский институт кормов — российская научная организация, основанная в 1970 году. Расположен в Краснообске (Новосибирский район).

## История
В 1970 году институт начинает научную деятельность в составе СО ВАСХНИЛ. В 1977 году в учреждении на базе лаборатории селекции и семеноводства появляется селекционный центр по кормовым культурам.
С 1988 года НИИ руководит научной деятельностью Ужурской опытной станции по кормовым культурам (Красноярский край) и в ОПХ «Посевное» Черепановского района. Также научно-экспериментальные базы появляются на предприятиях Новосибирской, Кемеровской, Тюменской, Омской, Томской и Читинской областей, Красноярского и Алтайского краев, в республиках Тува, Бурятия и Хакасия.

## Деятельность
Создание новых методов селекции и совершенствование существующих селекционных методов. Разработка технологической продукции для производства семян многолетних трав, зернобобовых и крестоцветных культур. Создание технологий консервирования и дальнейшего хранения кормов.

## Сотрудники
Большой вклад в развитие научно-исследовательского института внесли работники сельского хозяйства: д-р экон. наук И. Я. Овчаренко, д-р с.-х. наук М. Д. Константинов, кандидат с.-х. наук В. А. Бенц, старший научный сотрудник В. Е. Горин, д.-р с.-х. наук В. С. Соколов, д.-р с.-х. А. М. Мустафин, д.-р с.-х. и член-корреспондент РАСХН Н. И. Кошеваров, д-р биол. наук А. А. Горшкова, д-р с.-х наук Г. М. Осипова, д-р с.-х наук В. Х. Яковлев, канд. с.х. наук А. Г. Рожанский, И. М. Глинчиков, А. А. Хрупов, Ю. Н. Садохин, Г. А Демарчук, И. М. Каращук, Р. И. Полюдина, И. И. Ошаров.